# Капрелян Рафаїл Іванович
Рафаїл Іванович (Овнанович) Капрелян (нар. 22 квітня (5 травня) 1909 — 12 липня 1984) — старший льотчик-випробувач ОКБ М. Л. Міля. Заслужений льотчик-випробувач СРСР (1961), майстер спорту СРСР міжнародного класу (1969), підполковник авіації. Герой Радянського Союзу (1975).

## Життєпис
Народився 5 травня 1909 року в місті Баку (Азербайджан). Вірменин.
У 1926 році закінчив Бакинський промислово-економічний технікум. У 1927 році вступив до Азербайджанського політехнічного інституту, у 1929 році перевівся й у 1932 році закінчив Ленінградський інститут інженерів ЦПФ. У 1932—1933 роках працював інженером у ГУ ЦПФ, Ленінградському інституті інженерів ЦПФ. У 1934 році закінчив Батайську льотну школу ЦПФ. У 1934—1935 роках — льотчик-інструктор Ленінградського інституту інженерів ЦПФ, у 1935—1941 роках — пілот Московського управління ЦПФ. Протягом 1938—1940 років перебував у службовому відрядженні в Китаї.
До лав РСЧА призваний 22 липня 1941 року наказом НКО СРСР № 0047. Учасник німецько-радянської війни: з листопада 1941 року — командир загону Московської особливої авіаційної групи Управління ЦПФ. 28 січня 1942 року, під час виконання бойового завдання в районі Бухареста (Румунія), літак під керуванням Р. І. Капреляна, через обмерзання, був змушений здійснити вимушену посадку поблизу Кривого Рогу Дніпропетровської області. Екіпаж потрапив у полон і був розміщений у таборі для військовополонених «Stalag-364» (Миколаїв). 13 серпня 1942 року, під час транспортування до Німеччини, здійснив втечу з залізничного вагону, що охоронявся. Після 12-денного блукання лісами вийшов до партизанів. До 23 жовтня 1942 року перебував у партизанському загоні «За перемогу» (командир — І. Ф. Патуржанський) на Житомирщині.
Повернувшись до Москви, пройшов перевірку і був допущений до польотів. З березня 1943 року капітан Р. І. Капрелян- командир літака Лі-2 2-го авіаційного полку 1-ї авіатранспортної дивізії. З травня 1943 року — інспектор з техніки пілотування 73-ї допоміжної авіаційної дивізії АДД. З березня 1944 року й до кінця війни — командир 89-го авіаційного транспортного полку 73-ї допоміжної авіадивізії АДД. Всього за роки війни здійснив 112 бойовмих вильотів у ворожий тил. З жовтня 1945 року майор Р. І. Капрелян — у запасі.
У 1945—1947 роках — пілот Московського Управління ЦПФ, протягом червня — вересня 1947 року — заступник начальника аіаційного управління Гідрометеослужби СРСР.
У 1947—1950 роках — льотчик-випробувач Льотно-випробувального інституту (м. Жуковський Московської області); у 1950—1953 роках — льотчик-випробувач авіаційного заводу № 82 (Тушино); у 1953—1968 роках — старший льотчик-випробувач ОКБ М. Л. Міля.
Встановив 8 світових авіаційних рекордів.
Мешкав у Москві, де й помер 12 липня 1984 року. Похований на Кунцевському кладовищі.

## Нагороди і почесні звання
Указом Президії Верховної Ради СРСР від 15 травня 1975 року за мужність і героїзм, виявлені під час випробування нової авіаційної техніки, Капреляну Рафаїлові Івановичу присвоєне звання Героя Радянського Союзу з врученням ордена Леніна і медалі «Золота Зірка» (№ 11412).
Нагороджений двома орденами Леніна (06.12.1949, 15.05.1975), орденами Червоного Прапора (02.04.1943), Вітчизняної війни 1-го ступеня (22.09.1944), двома орденами Трудового Червоного Прапора (31.07.1948, 12.07.1957), двома орденами Червоної Зірки (26.11.1941, 01.12.1943), орденом «Знак Пошани» (31.07.1961) і медалями.
Заслужений льотчик-випробувач СРСР (23.09.1961), майстер спорту СРСР міжнародного класу (1969).